# 漢城大学校 デザインキャンパス
- 漢城大学校 デザインキャンパス（ハンソンデハッキョ デザインキャンパス、英称: Hansung University Design&Art Institute of Continuing Education）は、ソウル特別市城北区に本部を置く大韓民国の私立大学である。2001年に設置された。大学の略称は漢城大 デザインキャンパス。
- 漢城大学校傘下のデザイン専門学校である。3年間で学士学位を取得できる。[1]

## 学科
- 室内デザイン学科(실내디자인학과 Interior Design)
  - インテリアーデザイン専攻 (인테리어 디자인 전공 Interior Design)

- 視覚デザイン学科 (시각디자인학과 Visual Communication Design)
  - 視覚映像デザイン専攻 (시각영상 디자인 전공 Visual Image Design)
- 産業デザイン学科 (산업디자인학과 Industrial Design)
  - 製品デザイン専攻 (제품 디자인 전공 Product Design)
- デジタルアート学科 (디지털아트학과 Digital Art)
  - アニメーション専攻 (애니메이션 전공 Animation)
- ファッションデザイン学科 (패션디자인학과 Fashion Design)
  - ファッションデザイン専攻 (패션 디자인 전공 Fashion Design)
- ファッションビジネス学科 (패션비즈니스학과 Fashion Business)
  - ファッションマーケッティング専攻 (패션 마케팅 전공 Fashion Marketing)
- 美容学科 (미용학과 Cosmetology)
  - ビューティーデザイン専攻 (뷰티 디자인 전공 Beauty Design)

## 位置
ソウル特別市 城北区 三仙洞二街389　漢城大学校　位置